# 普羅科皮耶夫斯克
普羅科皮耶夫斯克（羅馬化：Prokopyevsk）是俄羅斯克麥羅沃州的第三大城市。该市面积为227.5平方千米，海拔高度280米，2017年人口为196,406人。
该市建於1918年，1937年設市。是產煤中心。